# Morpho
Morpho är ett släkte av fjärilar. Morpho ingår i familjen praktfjärilar.

## Bildgalleri

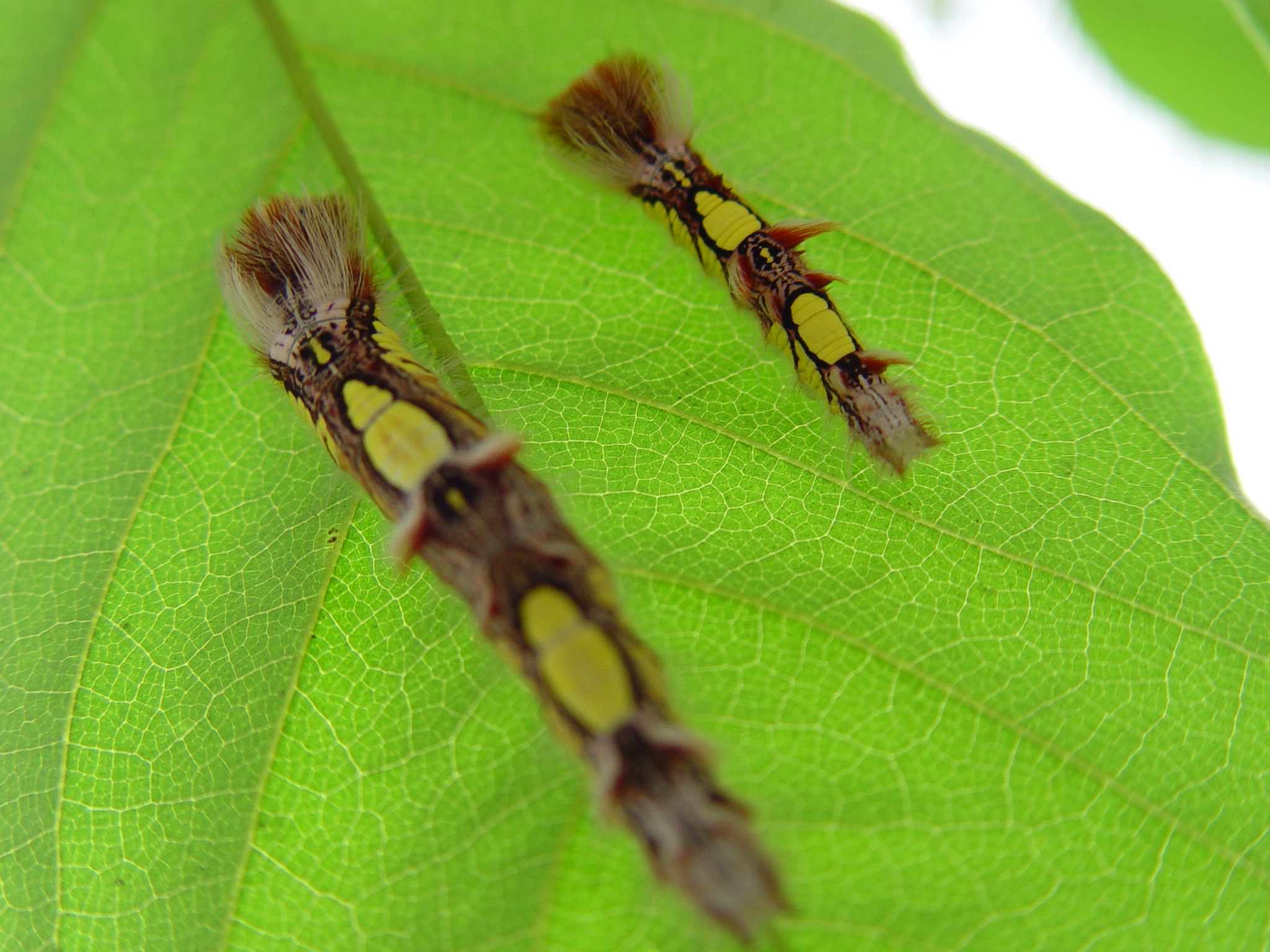
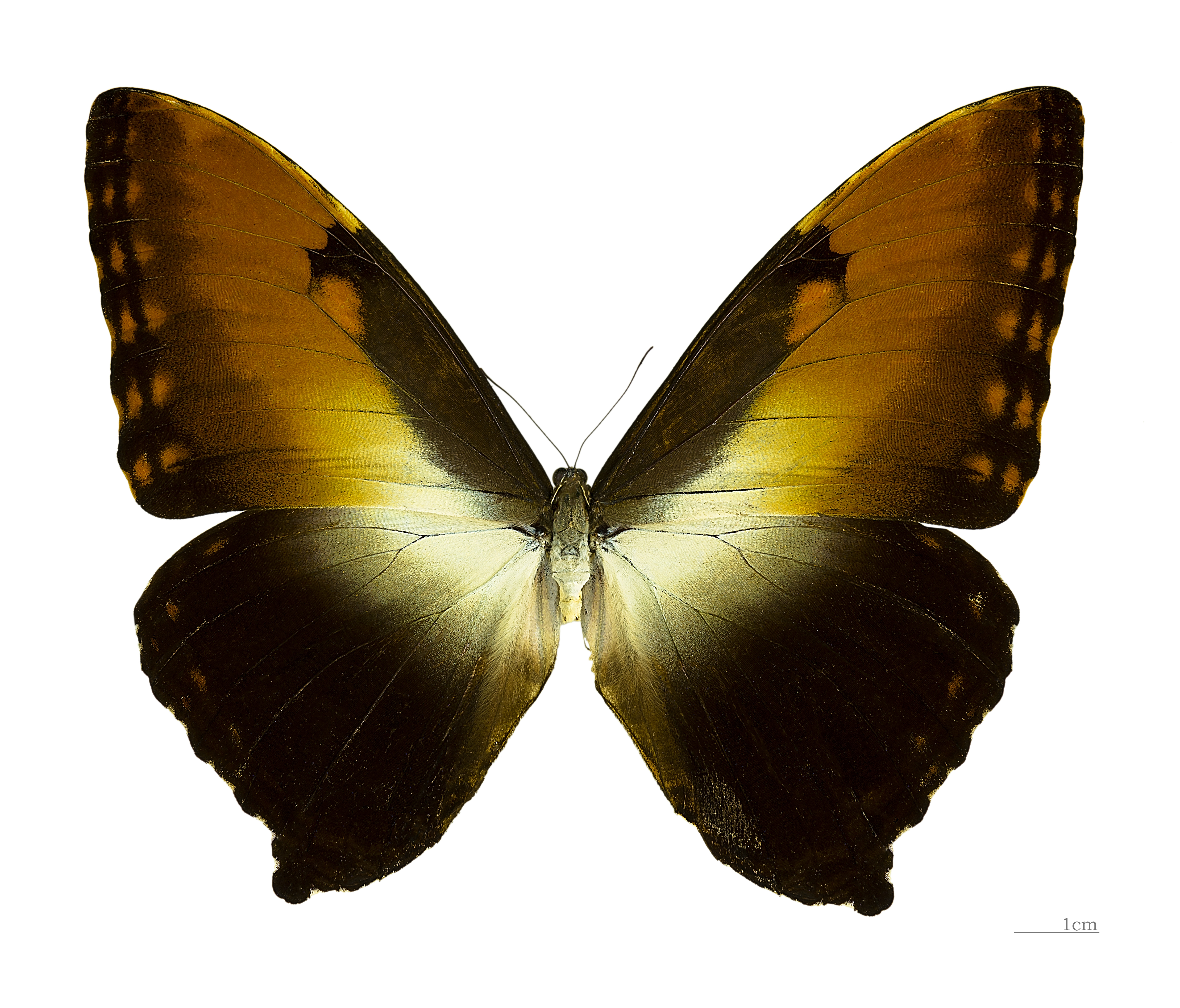
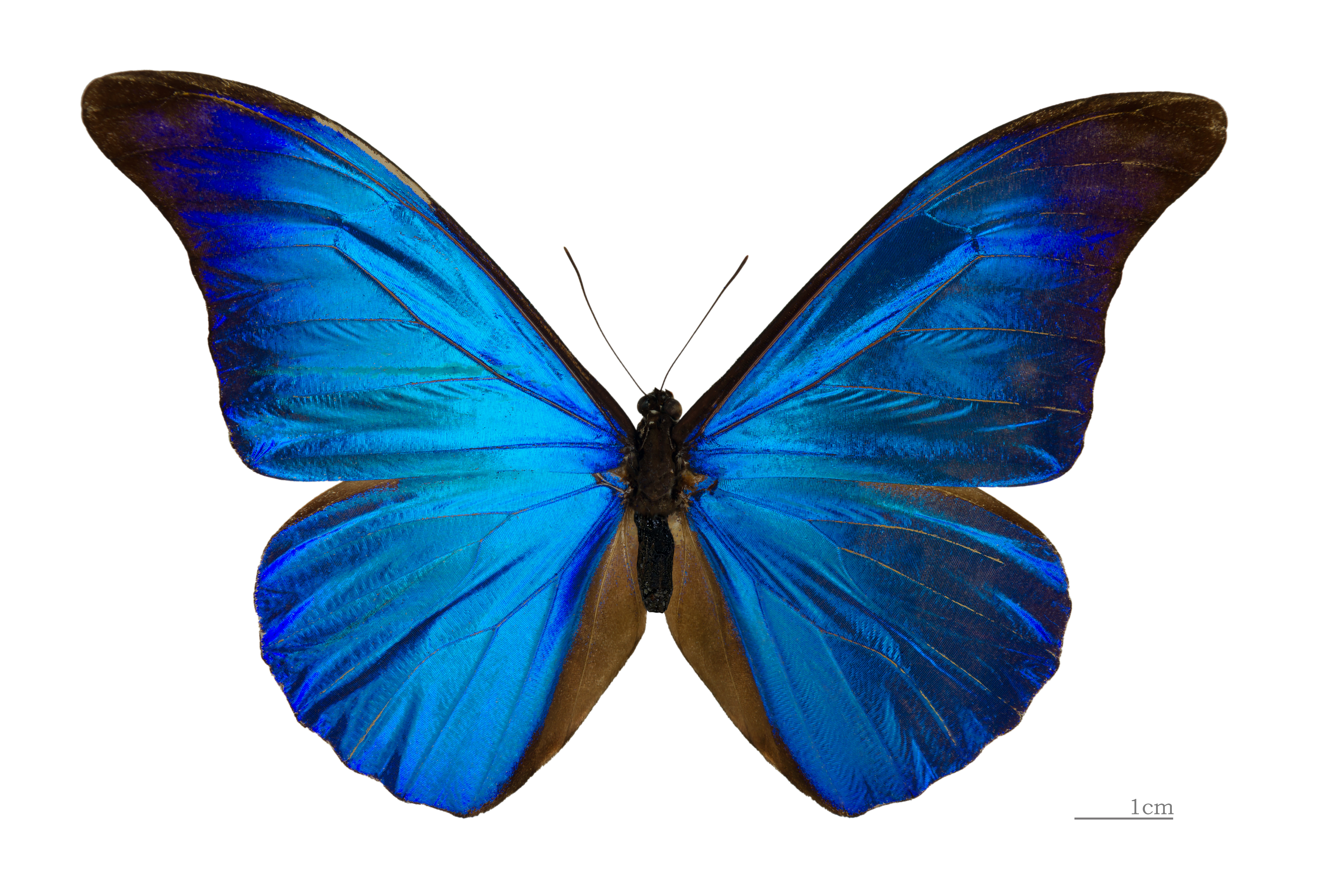
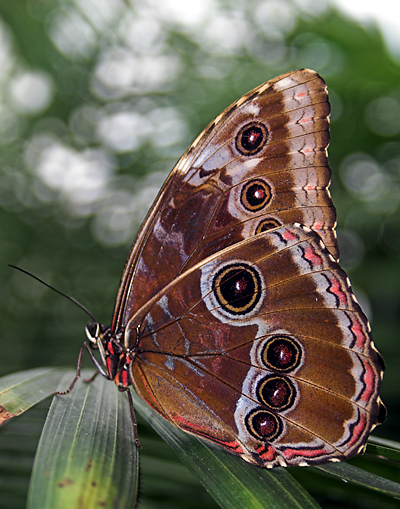
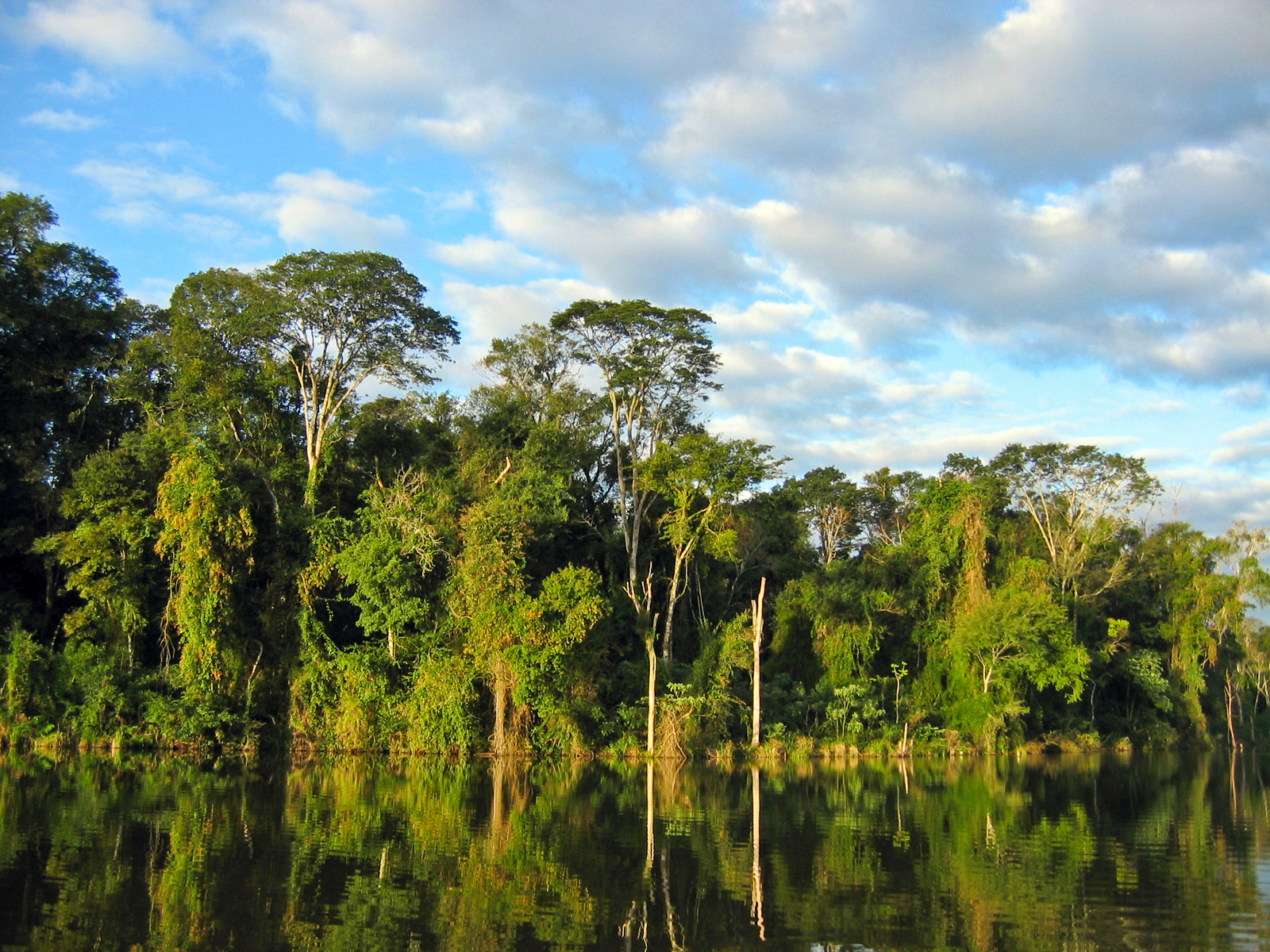
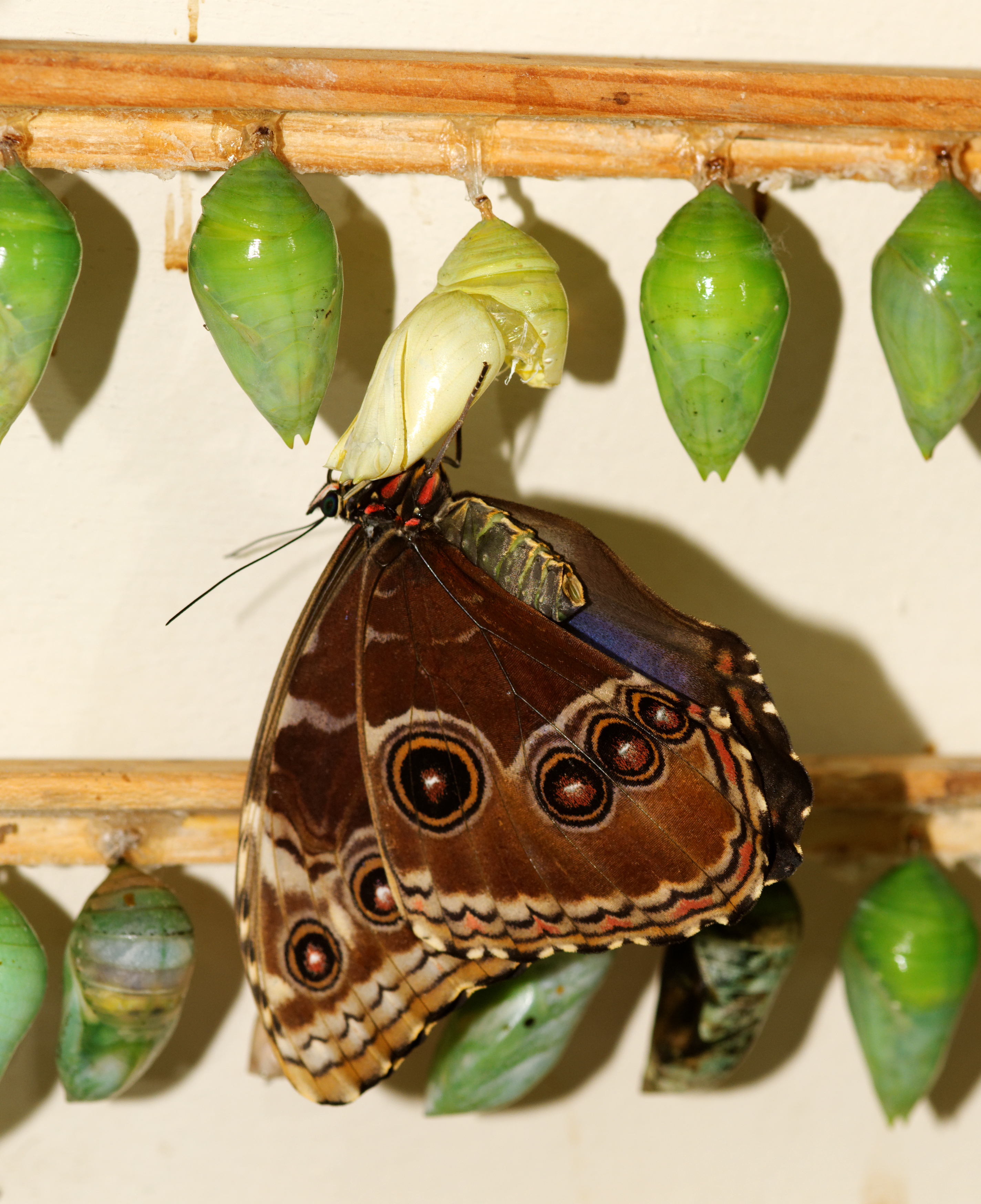

## Dottertaxa tillMorpho, i alfabetisk ordning[1]
- Morpho abitagua
- Morpho aboti
- Morpho absoloni
- Morpho achillaena
- Morpho achilles
- Morpho achillides
- Morpho adelaida
- Morpho adonides
- Morpho adonis
- Morpho aega
- Morpho aegoides
- Morpho agamedes
- Morpho aguiro
- Morpho albiconjuncta
- Morpho albifasciata
- Morpho albomarginalis
- Morpho albosignata
- Morpho alexandra
- Morpho alexandrovna
- Morpho amathonte
- Morpho amazonicus
- Morpho amphitrion
- Morpho amseli
- Morpho anakreon
- Morpho anateus
- Morpho anaxibia
- Morpho andromachus
- Morpho anophthalmius
- Morpho anthophaena
- Morpho aphrodite
- Morpho apocyris
- Morpho aquarius
- Morpho aratos
- Morpho argentatus
- Morpho argentiferus
- Morpho argentinus
- Morpho argoti
- Morpho arpi
- Morpho assarpai
- Morpho athena
- Morpho augustinae
- Morpho aureola
- Morpho aureovirescens
- Morpho aurora
- Morpho bahiana
- Morpho benkoi
- Morpho bicolor
- Morpho biedermanni
- Morpho bilineatus
- Morpho bipunctata
- Morpho bisanthe
- Morpho boyi
- Morpho breyeri
- Morpho briseis
- Morpho brisi
- Morpho bugaba
- Morpho burmeisteri
- Morpho cacica
- Morpho caius
- Morpho caladoensis
- Morpho caligo
- Morpho calliphon
- Morpho candelarius
- Morpho canunguchensis
- Morpho carbonaria
- Morpho catenarius
- Morpho catharinensis
- Morpho cellamaculosa
- Morpho centralis
- Morpho cerulaes
- Morpho chalciope
- Morpho chlorogenes
- Morpho chlorophaena
- Morpho chlorophorus
- Morpho chloroseis
- Morpho chocoanus
- Morpho chrysides
- Morpho chrysonicus
- Morpho cisseides
- Morpho cisseis
- Morpho cisseistricta
- Morpho claro
- Morpho clarus
- Morpho coelestis
- Morpho coerulaeconfusus
- Morpho coeruleodentatus
- Morpho coeruleoviridis
- Morpho coerulesquamosa
- Morpho columbianus
- Morpho confusa
- Morpho cora
- Morpho cortone
- Morpho corydon
- Morpho crameri
- Morpho cretacea
- Morpho crispitaenia
- Morpho cyaneobasalis
- Morpho cyanites
- Morpho cypris
- Morpho cytheris
- Morpho damocles
- Morpho decellei
- Morpho deidamia
- Morpho demerarae
- Morpho demissa
- Morpho diadema
- Morpho dickseei
- Morpho didius
- Morpho diomedes
- Morpho dives
- Morpho ebeninus
- Morpho effigurata
- Morpho egyptus
- Morpho electra
- Morpho electrica
- Morpho ella
- Morpho emarginata
- Morpho emortua
- Morpho epistrophis
- Morpho epistrophus
- Morpho equatoriensis
- Morpho erica
- Morpho eristrophis
- Morpho erna
- Morpho eros
- Morpho escalantei
- Morpho eugenia
- Morpho eunuchus
- Morpho eusebes
- Morpho eutropius
- Morpho exsusarion
- Morpho extremus
- Morpho fagardi
- Morpho faivrei
- Morpho faustina
- Morpho fauveli
- Morpho favareli
- Morpho felderi
- Morpho felicia
- Morpho flavolimbata
- Morpho forcipifera
- Morpho forsteri
- Morpho foucheri
- Morpho fournierae
- Morpho fruhstorferi
- Morpho fumosa
- Morpho fuscus
- Morpho ganymede
- Morpho gertrudis
- Morpho godartii
- Morpho grambergi
- Morpho granadensis
- Morpho grossensis
- Morpho guaraunos
- Morpho guaraura
- Morpho guines
- Morpho gynodela
- Morpho hebe
- Morpho hector
- Morpho hecuba
- Morpho helena
- Morpho helenor
- Morpho heliopharis
- Morpho heracles
- Morpho heraldica
- Morpho hercules
- Morpho heringi
- Morpho hermione
- Morpho hervei
- Morpho heterotropus
- Morpho hoppiana
- Morpho howarthi
- Morpho huallaga
- Morpho hyacinthus
- Morpho hübneri
- Morpho hydorina
- Morpho hypanophthalma
- Morpho hyperleucus
- Morpho hyperophthalmus
- Morpho hypogyna
- Morpho imataca
- Morpho immaculata
- Morpho impunctata
- Morpho impunctatus
- Morpho incertus
- Morpho incompta
- Morpho inexpectata
- Morpho inka
- Morpho innocentia
- Morpho insularis
- Morpho intermedia
- Morpho inuncinata
- Morpho iphiclina
- Morpho iphiclus
- Morpho iphimutius
- Morpho iphitus
- Morpho iricolor
- Morpho itatiaya
- Morpho jason
- Morpho joannisi
- Morpho joiceyi
- Morpho jordani
- Morpho julanthiscus
- Morpho justitiae
- Morpho juturna
- Morpho kasyi
- Morpho kotzschi
- Morpho krugeri
- Morpho lactescens
- Morpho laertes
- Morpho laothoe
- Morpho latemarginatus
- Morpho lathyi
- Morpho lecerfi
- Morpho lelargei
- Morpho leonte
- Morpho leontius
- Morpho lesoudieri
- Morpho lilacinus
- Morpho lilanae
- Morpho limbaria
- Morpho limpida
- Morpho lioreti
- Morpho literata
- Morpho lucasi
- Morpho luminosa
- Morpho luna
- Morpho lunulifera
- Morpho lusca
- Morpho lycanor
- Morpho lympharis
- Morpho macas
- Morpho macrophthalmus
- Morpho maculata
- Morpho magiscaeca
- Morpho major
- Morpho malvina
- Morpho margareta
- Morpho marginatus
- Morpho marinita
- Morpho marmorata
- Morpho marquei
- Morpho martini
- Morpho mattensis
- Morpho mattogrossensis
- Morpho maxima
- Morpho melacheilus
- Morpho melanippe
- Morpho mellinia
- Morpho menelaus
- Morpho metellus
- Morpho meunieri
- Morpho micans
- Morpho michaeli
- Morpho microphthalmus
- Morpho mimetica
- Morpho mineiro
- Morpho minima
- Morpho mixta
- Morpho monicae
- Morpho monilifera
- Morpho montezuma
- Morpho mullea
- Morpho mutabilis
- Morpho mutius
- Morpho mystica
- Morpho naponis
- Morpho narcissus
- Morpho nausikaa
- Morpho neoptolemus
- Morpho neptunus
- Morpho nestira
- Morpho nestirina
- Morpho nestor
- Morpho niepelti
- Morpho niger
- Morpho nigrescens
- Morpho nigromarginata
- Morpho nikolajewna
- Morpho normalis
- Morpho nymphalis
- Morpho oaxacensis
- Morpho obliquifasciata
- Morpho occidentalis
- Morpho ockendeni
- Morpho octavia
- Morpho oegyptus
- Morpho offenbachi
- Morpho olga
- Morpho orestes
- Morpho orientalis
- Morpho orinocensis
- Morpho ornata
- Morpho papirius
- Morpho parallelus
- Morpho paramacas
- Morpho parthenope
- Morpho parva
- Morpho patroclus
- Morpho paulista
- Morpho paurophthalmus
- Morpho peleides
- Morpho peleus
- Morpho pelias
- Morpho pellana
- Morpho penelope
- Morpho perseus
- Morpho persion
- Morpho perspicua
- Morpho phanodela
- Morpho phanodelina
- Morpho phanodemus
- Morpho phanostricta
- Morpho phokylides
- Morpho pindarus
- Morpho pitardi
- Morpho polybaptus
- Morpho polydos
- Morpho polyphemus
- Morpho polyxena
- Morpho popilius
- Morpho porphyrea
- Morpho portis
- Morpho praenestina
- Morpho praeterclara
- Morpho praetermixta
- Morpho preponina
- Morpho priameis
- Morpho pseudaugustinae
- Morpho pseudoagamedes
- Morpho pseudocacica
- Morpho pseudocaius
- Morpho pseudocypris
- Morpho pseudodickseei
- Morpho pseudohecuba
- Morpho pseudolesoudieri
- Morpho pseudorosenbergi
- Morpho pseudotheseus
- Morpho psycharis
- Morpho psyche
- Morpho psychora
- Morpho pulchra
- Morpho pulverosa
- Morpho pumilus
- Morpho punctigera
- Morpho purpureotinctus
- Morpho pygmaea
- Morpho pylades
- Morpho pyrrhus
- Morpho rectifasciatus
- Morpho regularis
- Morpho reizae
- Morpho rentschi
- Morpho reverdini
- Morpho rhetenor
- Morpho rhodochrata
- Morpho rhodopteron
- Morpho richardus
- Morpho roeberi
- Morpho roqueensis
- Morpho rosea
- Morpho rosenbergi
- Morpho rothschildi
- Morpho rousseaui
- Morpho rugitaeniatus
- Morpho saphiralineata
- Morpho sapphirus
- Morpho sarareus
- Morpho saturna
- Morpho schoenmanni
- Morpho schultzei
- Morpho schweizeri
- Morpho scipio
- Morpho seitzi
- Morpho selenaris
- Morpho selvensis
- Morpho semiclara
- Morpho semicypris
- Morpho semiguaraunos
- Morpho semiperseus
- Morpho semirhetenor
- Morpho semitucupita
- Morpho sidera
- Morpho siphra
- Morpho sirene
- Morpho snamenskii
- Morpho songoana
- Morpho splendoris
- Morpho staudingeri
- Morpho stoffeli
- Morpho stoffeliana
- Morpho straeleni
- Morpho subagamedes
- Morpho subcacica
- Morpho subfasciata
- Morpho subfusca
- Morpho submarginalis
- Morpho subperseus
- Morpho subrosenbergi
- Morpho subrufa
- Morpho subscipio
- Morpho subtransiens
- Morpho subtucupita
- Morpho subtusdealbata
- Morpho subtusfemina
- Morpho subtusnivea
- Morpho sulkowskyi
- Morpho sulla
- Morpho susarion
- Morpho sybilla
- Morpho sylpharis
- Morpho taboga
- Morpho talboti
- Morpho tapajoz
- Morpho telamon
- Morpho telemachus
- Morpho tenuilimbata
- Morpho tepuina
- Morpho terrestris
- Morpho tessellata
- Morpho teyssandieri
- Morpho thalpius
- Morpho thamyris
- Morpho theodorus
- Morpho theseus
- Morpho thetis
- Morpho thiasus
- Morpho thomasi
- Morpho thoosa
- Morpho tiberius
- Morpho titei
- Morpho tobagoensis
- Morpho transiens
- Morpho transposita
- Morpho triangulifera
- Morpho tricolor
- Morpho triocellata
- Morpho trojana
- Morpho tucupita
- Morpho typica
- Morpho ucayalus
- Morpho ulrike
- Morpho unicolor
- Morpho uraneis
- Morpho urania
- Morpho verae
- Morpho werneri
- Morpho vincitis
- Morpho violaceobasalis
- Morpho violaceus
- Morpho violetta
- Morpho violina
- Morpho virescens
- Morpho viridiaura
- Morpho viridifasciata
- Morpho viridus
- Morpho vitrea
- Morpho yaritanus
- Morpho zela
- Morpho zephyritis
- Morpho zodiaca
- Morpho zonaras